# Bill Condon
Bill Condon (rođen William Condon, 22. listopada 1955.), američki redatelj i scenarist.
Bill je rođen u New Yorku gdje je pohađao Regis High School i Columbia College Sveučilišta Columbia gdje je studirao filozofiju. Nakon što je dobio stupanj prvostupnika počeo je raditi kao novinar na području filma. Bill je svoju filmsku karijeru počeo s nisko budžetnim filmovima kao što je bio Strange Begavior (1981.) i Strange Invaders (1983.). 
1998. godine je dobio Oscara za najbolji adaptirani scenarij s filmom Gods and Monsters.

## Filmografija
Redatelj:
- Komadi iz snova (2006.)
- Kinsey (2004.)
- The Others - 1 epizoda, 2000.
- Bogovi i čudovišta (1998.)
- Candyman: Farewell to the Flesh (1995)
- The Man Who Wouldn't Die (1994.) (TV)
- Deadly Relations (1993.) (TV)
- Dead in the Water (1991.) (TV)
- White Lie (1991.)(TV)
- Murder 101 (1991.) (TV)
- Sister, Sister (1987.)

Scenarist:
- Komadi iz snova (2006.) (scenarij)
- Kinsey (2004.) (napisao)
- Shortcut to Happiness (2003.) (scenarij)
- Chicago (2002.) (scenarij)
- Gods and Monsters (1998.) (scenarij)
- F/X2 (1991.)
- Murder 101 (1991.) (TV) (napisao)
- Sister, Sister(1987.)
- Strange Invaders (1983.)
- Strange Behavior (1981.)